# The Macallan
The Macallan är en skotsk maltwhisky, producerad vid Macallan-destilleriet nära Easter Elchies House, i Craigellachie i Speysideregionen (Östra Skottland). Ursprungligen åldrades whiskyn endast i gamla sherrytunnor av ek, tagna från ett destilleri i Jerez, Spanien. Under 2004 introducerade man dock den nya produkten "The Fine Oak"-serien, där whiskyn lagrats såväl i sherrytunnor som bourbontunnor.
Under 2007 såldes en flaska av Macallan från 1926 för 54 000 dollar, motsvarande ca 420 000 svenska kronor, vilket gör den till en av de dyraste sålda flaskorna alkohol någonsin.

## Historia
Destilleriet byggdes 1824 och köptes 1892 av Roderick Kemp som tidigare sålt sina aktier i det kända skotska destilleriet Talisker på Skye. För att bibehålla whiskyns karaktär och samtidigt öka avsättningen utökades antalet kittelpannor från sex till 21 under åren 1965 till 1975. På 1980-talet lanserades Macallan som single malt av Allan Shiach, bolagets chef och ättling i rakt nedstigande led till Roderick Kemp. Det blev en stor succé. Shiach var förresten också en framgångsrik manusförfattare och i destilleriets besökscentrum kan man stifta bekantskap med hans alster. Whiskyn är mycket uppskattad av skotska blandare och ungefär hälften av produktionen går också till blandningar, som till exempel Famous Grouse.
Destilleriet var i familjen Shiachs ägo fram till 1996. Då gick det inte längre att värja sig mot ett övertagande, sedan man i ett tidigare nödläge hade avyttrat 25 procent av företaget till Suntory och en procent till Rémy. Highland Distillers köpte upp de 26 procenten och därmed var försäljningen av Macallan ett faktum. Följderna blev dock inte alls så negativa som man befarat: Den nya ägaren visste mycket väl vilken juvel man hade övertagit. Därför tvekade man inte att satsa friskt kapital för att öka avsättningen. Sedan november 2006 finns ett nytt besökscentrum där man förutom sedvanlig whiskyprovning och rundturer också erbjuds övernattning. Den intresserade får höra historien om de speciella ekfaten, fatlagringen och får en inblick i allt som förknippas med den karakteristiska Macallan-smaken.

## Macallan som samlarobjekt
På systembolagets hemsida listas Macallan som en av 54 whiskysorter som i framtiden kan komma att bli värdefulla samlarobjekt. Andra välkända namn som vi också finner på denna lista är till exempel Bowmore, Caol Ila, Lagavulin samt svenska Mackmyra.
Under 2010 kan systembolaget erbjuda 34 olika sorter av Macallan, där den dyraste kostar ca 21 500 kr.

## Macallan för smakaren
Macallans maltwhisky definieras ofta som lätt och elegant. Doften är visserligen stark och komplex men ändå mjuk och kompletteras av frukt och vanilj. Smaken är kryddig, mycket välbalanserad och fruktig, och här framträder den söta malten tillsammans med en lätt ekton. Eftersmaken är medellång och blir allt sötare. Macallan brukar därför nämnas som ett bra val för den som tar sina första steg in i single maltwhiskyns värld.

## Tappning
Destilleriet ett flertal olika whiskys, den oftast påträffade är den 12-åriga (i Sverige funnen på Systembolaget), även om den 18-åriga även den är välkänd. Dyrare versioner som 25- och 30-åriga kan hittas, dock till ett bra mycket högre pris.
Macallan är en av ingredienserna i den kända The Famous Grouse och därmed går ungefär hälften av produktionen till olika former av blandningar.

## Ursprungliga serien
- Sherry Oak-serien
  - Macallan 10 år gammal
  - Macallan 12 år gammal
  - Macallan 18 år gammal
  - Macallan 25 år gammal
  - Macallan 30 år gammal

- Fine Oak-serien
  - Macallan 10 år gammal
  - Macallan 15 år gammal
  - Macallan 17 år gammal
  - Macallan 21 år gammal
  - Macallan 30 år gammal

## Fina och ovanliga
- Macallan 1926: 60 år gammal
- Macallan 1937: 32 år gammal
- Macallan 1937: 37 år gammal
- Macallan 1938: 31 år gammal
- Macallan 1938: 35 år gammal
- Macallan 1948: 53 år gammal
- Macallan 1949: 52 år gammal
- Macallan 1949: 53 år gammal
- Macallan 1950: 52 år gammal tunna nr 598
- Macallan 1950: 52 år gammal tunna nr 600
- Macallan 1951: 51 år gammal
- Macallan 1952: 49 år gammal
- Macallan 1952: 50 år gammal
- Macallan 1953: 49 år gammal
- Macallan 1954: 47 år gammal
- Macallan 1955: 46 år gammal
- Macallan 1958: 43 år gammal
- Macallan 1959: 43 år gammal
- Macallan 1964: 37 år gammal
- Macallan 1965: 36 år gammal
- Macallan 1966: 35 år gammal
- Macallan 1967: 35 år gammal
- Macallan 1968: 33 år gammal
- Macallan 1968: 34 år gammal
- Macallan 1969: 32 år gammal tunna 9369
- Macallan 1969: 32 år gammal tunna 10412
- Macallan 1970: 31 år gammal
- Macallan 1970: 32 år gammal
- Macallan 1971: 30 år gammal tunna 4280
- Macallan 1971: 30 år gammal tunna 7556
- Macallan 1972: 29 år gammal tunna 4014
- Macallan 1972: 29 år gammal tunna 4043
- Macallan 1973: 30 år gammal
- Macallan 1974: 30 år gammal
- Macallan 1975: 30 år gammal
- Macallan 1976: 29 år gammal

## Speciella utgåvor
Lalique
(I ordningen den släpptes)
- Macallan Lalique I: 50 år gammal
- Macallan Laligue II: 55 år gammal

Masters of Photography
- The Macallan Rankin Edition

Distillery Exclusives
- Macallan Ghillie's Dram
- Macallan Cask Selection 2008 Release

Andra
- Macallan (I ordningen de släpptes);
  - 1961 - 40 år gammal
  - 1946 - 52 år gammal
  - 1948 - 51 år gammal
  - 1951 - 49 år gammal
- Macallan Replica (I ordningen de släpptes);
  - 1861
  - 1874
  - 1841
  - 1876
  - 1851
- Macallan Vintage Travel;
  - 20s
  - 30s
  - 40s
  - 50s
- Macallan Exceptional;
  - I
  - II
  - III
  - IV
  - V
  - VI
- Macallan Cask Strength:
  - US
  - UK
- Macallan 50 Years Old
- Macallan Adami
- Macallan Blake
- Macallan Gran Reserva
  - 1979
  - 1980
- Macallan Millennium Dec
- Macallan Private Eye, (Ingen ålder nämnd, men editionen inkluderar en tunna från 1961)
- Macallan Speaker Martin's

Under 2010 släppte Macallan-destilleriet 250 flaskor av en ålder av 10 år för att hedra slutet av Nimrod Line Squadron som var lokaliserad nära destilleriet.